# London Southern Tramways
Die London Southern Tramways Company war ein Betreiber von Pferdebahnen im Süden Londons im Rahmen des größeren Netzes der Straßenbahn London. Die Gesellschaft betrieb von 1883 bis 1906 mehrere Strecken mit einer Gesamtlänge von neun Kilometern.

## Geschichte
Die Gesellschaft erhielt am 18. August 1882 die Konzession zum Bau und Betrieb von Straßenbahnen auf den Strecken vom Bahnhof Vauxhall über Stockwell und Brixton nach Camberwell sowie vom Bahnhof Loughborough Junction über Herne Hill und Tulse Hill nach West Norwood, Park Road (heute Robson Road). Hierzu war es erforderlich, dass die South Lambeth Road verbreitert wurde, was die Bauarbeiten lange verzögerte. Im Einzelnen wurden die Strecken wie folgt eröffnet:
| Datum            | Strecke |
| ---------------- | --- |
| 7. Dezember 1883 | Stockwell, Swan (Clapham Road/Stockwell Road) – Stockwell Road – Gresham Road – Coldharbour Lane – Denmark Hill – Camberwell Green                                                        |
| 7. Dezember 1883 | Brixton Road/Coldharbour Lane – Coldharbour Lane – Gresham Road/Coldharbour Lane |
| 30. Mai 1884     | Loughborough Junction (Coldharbour Lane/Hinton Road) – Hinton Road – Milkwood Road – Bahnhof Herne Hill                                                                                   |
| 10. Juli 1884    | Bahnhof Herne Hill – Norwood Lane (heute Norwood Road) – Tulse Hill, Thurlow Park Road |
| 4. Juni 1885     | Tulse Hill, Thurlow Park Road – Thurlow Lane (heute Norwood Road) – Church Street (heute Norwood Road) – Thurlow Place (heute Norwood Road) – West Norwood, Park Road (heute Robson Road) |
| 21. August 1887  | Bahnhof Vauxhall – South Lambeth Road – Stockwell, Swan |

In Camberwell und Vauxhall wurden Verbindungskurven zu bestehenden Strecken eingebaut, die jedoch linienmäßig durch die London Southern Tramways nicht befahren wurden, obwohl die Konzession auch Gemeinschaftsverkehr gestattete. Der Betriebshof der Bahn befand sich in der Stockwell Road. Mit Eröffnung der Strecke nach West Norwood wurde dort kurz vor dem Endpunkt noch ein kleines Depot errichtet. Die Strecken waren normalspurig und zumeist zweigleisig.
Gemäß dem Straßenbahngesetz von 1870 hatten die Gemeinden das Recht, 21 Jahre nach der Konzessionserteilung Straßenbahnbetriebe aufzukaufen und selbst zu betreiben, oder die Konzession zu verlängern. Der London County Council entschied sich 1903 gegen einen Kauf, da die meisten Strecken der London Southern Tramways mit Oberleitung elektrifiziert werden sollten und nicht mit dem in London verbreitet verwendeten Unterleitungssystem. Die Bahngesellschaft beantragte nun 1906 die Elektrifizierung ihrer Strecken und eine Betriebsgenehmigung für weitere 21 Jahre, was ihr vom London County Council verwehrt wurde. Der Fall wurde vor ein Schiedsgericht getragen, das entschied, dass das County die Strecken kaufen und elektrifizieren müsse. Am 2. Oktober 1906 gliederte das County den Betrieb in die London County Council Tramways ein. Der Kauf wurde jedoch erst zum 20. Dezember 1906 rechtskräftig. Die Strecken wurden bis 1909 elektrifiziert, bzw. in der Coldharbour Lane zwischen Brixton Road und Gresham Road stillgelegt. Zwischen Vauxhall und Brixton kam dabei das Unterleitungssystem zum Einsatz, während die übrigen Strecken mit Oberleitung versehen wurden.

## Fahrzeuge
Die Fahrzeuge waren doppelstöckig mit einem Oberdeck, das aufgrund einer knappen Brückendurchfahrt in der Hinton Road mit einer Schutzabdeckung versehen war. Hergestellt wurden die Wagen bei den Falcon Motor and Car Works. 1895 wurden alle Fahrzeuge umgebaut, wobei beide Decks tiefergelegt wurden und somit auf die Schutzabdeckung verzichtet werden konnte. Gleichzeitig wurden andere Sitze eingebaut. Die Bahngesellschaft verfügte insgesamt über 33 Pferdebahnwagen.